# Laternendach

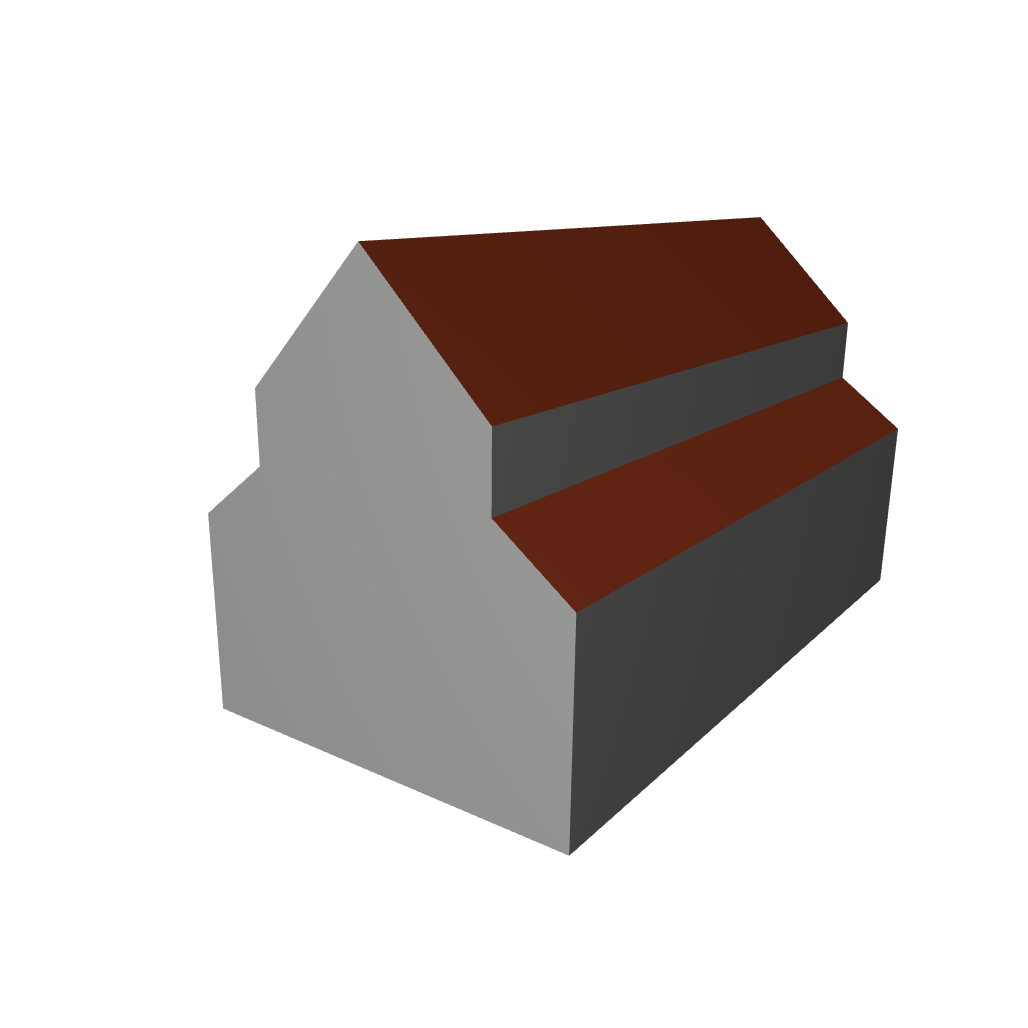
Laternendach bei einem Gebäude

Das Laternendach ist eine dem Satteldach ähnliche Dachform und ähnelt im Querschnitt einer Laterne. Im Gegensatz zum Satteldach werden die Dachflächen durch einen höheren senkrechten Abschnitt unterbrochen. 

## Vorteile
- Der durch den Versatz entstehende Fassadenabschnitt bietet die Möglichkeit, senkrechte Belichtungs- und Belüftungsöffnungen in der Dachhaut unterzubringen.
- Bei geeigneter Dimensionierung lässt sich ein Raumhöhengewinn erzielen, ohne abstandsflächenwirksam zu werden.

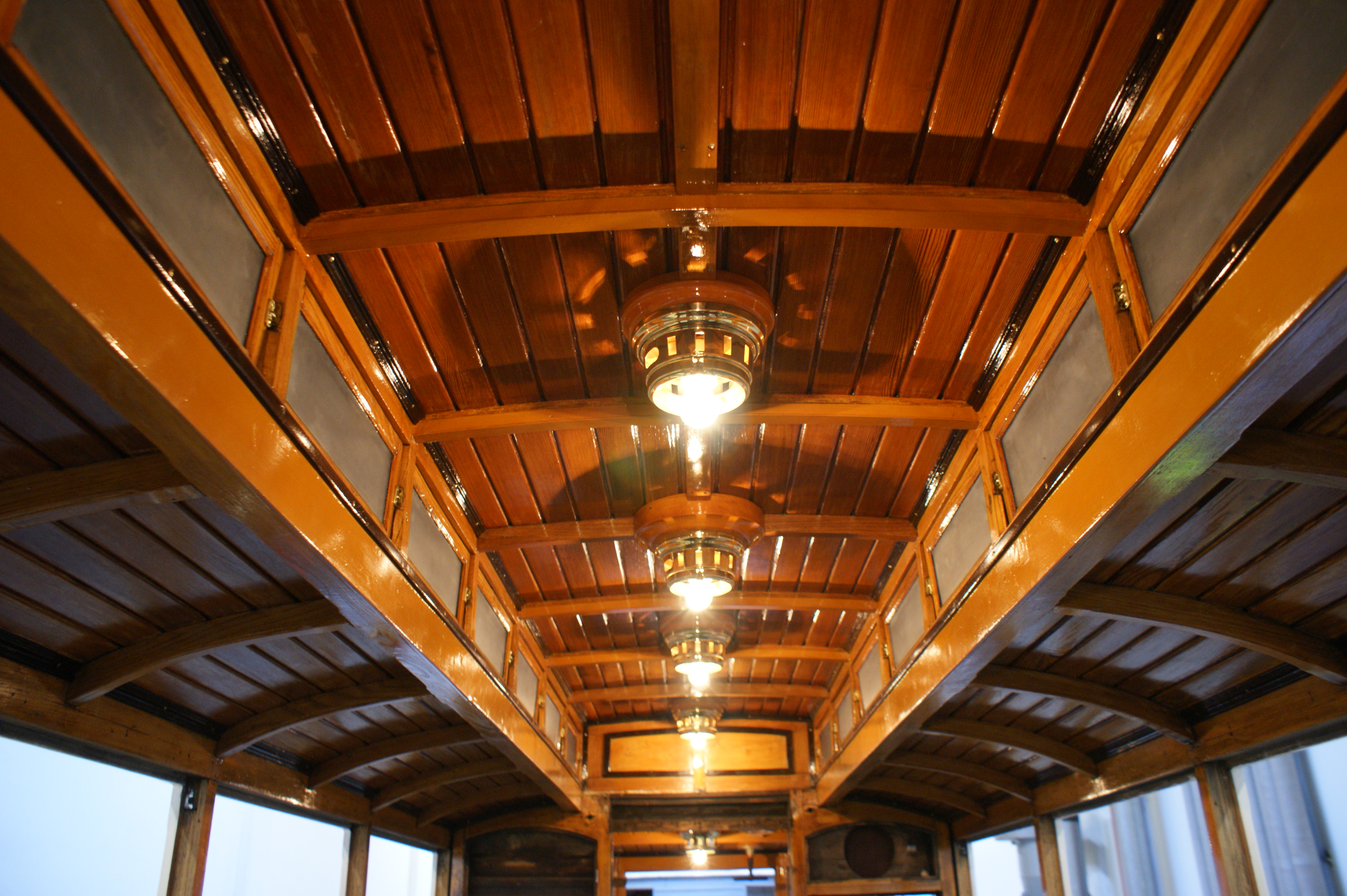
Laternendach eines alten Triebwagens der Straßenbahn Innsbruck von innen während der Restaurierung. Die Schutzabdeckungen der Lampen fehlen noch.

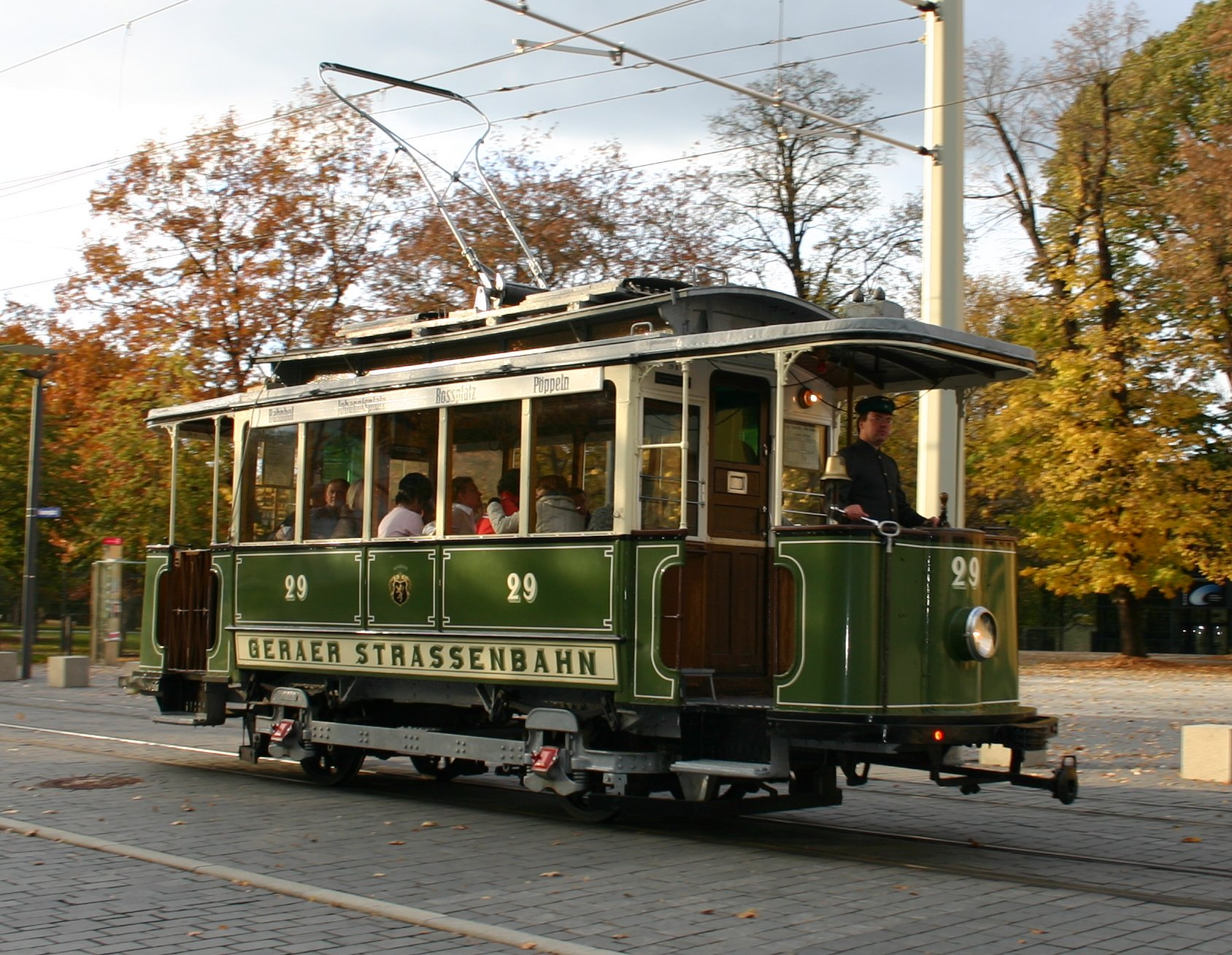
Historischer Straßenbahnwagen mit Laternendach. Dieses hier umfasst nur das Abteil, nicht aber die Einstiegsplattformen

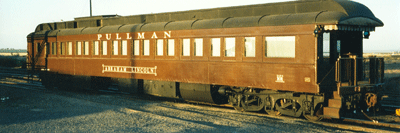
Laternendach eines Pullmanwagen-Eisenbahnwagens

## Laternendächer bei Wagen von Bahnen
Weite Verwendung fanden Laternendächer, auch Oberlichtdach genannt, früher auch bei Eisenbahn-, U-Bahn- und Straßenbahnwagen. Bei Personenwagen war es bis in die Zwischenkriegszeit üblich ein Laternendach aufzusetzen. Einerseits sorgten die Oberlichter für eine gute Sauerstoffzufuhr zu den Petroleumlampen, die im Dachbereich angebracht waren. Andererseits ermöglichte das höhere Dach den Fahrgästen im Mittelgang des Fahrzeugs trotz herabragender Beleuchtungskörper, aufrecht zu stehen und zu gehen.
Zudem sorgten die in den Laterndächer verbauten Oberlichter für eine größere Helligkeit im Fahrgastraum. Meist waren diese im Laternendach befindlichen Fenster auch kipp- oder klappbar, womit insbesondere an heißen Tagen eine bessere Durchlüftung des Fahrgastraums gewährleistet wurde.